# Heinrich Wilhelm Dove
Heinrich Wilhelm Dove (6 de octubre de 1803 - 4 de abril de 1879) fue un físico, climatólogo y meteorólogo alemán de origen prusiano.

## Biografía
H. W. Dove estudió historia, filosofía y Ciencias naturales en la Universidad de Breslau (actualmente Breslavia, en Polonia) desde 1821 a 1824. En este año continuó sus estudios en la Universidad de Berlín finalizándolos en 1826. Fue nombrado profesor asociado de la Universidad de Königsberg (actualmente Kaliningrado, Rusia) y al año siguiente en la de Berlín.
En 1845 alcanzó el cargo de profesor titular en la Universidad Humboldt de Berlín, siendo elegido rector de la misma en 1858 y 1859, y de nuevo, en 1871 y 1872. En 1879 fue nombrado director del Instituto Meteorológico Prusiano.
Durante su carrera publicó más de 300 artículos, algunos sobre física experimental. Se le considera un pionero en el ámbito de la meteorología, especialmente en climatología.
En 1818 se percató de que los ciclones tropicales giran en sentido horario en el Hemisferio Sur y antihorario en el Norte.
En 1839 descubrió la técnica de pulsos binaurales, para la que diferentes frecuencias sonando separadamente para cada oído producen una sensación de un tono de interferencia igual al que se percibiría si fuera creado físicamente.
También estudió la distribución de calor sobre la superficie terrestre, los efectos del clima en el crecimiento de las plantas, y fue el primero en medir la intensidad de la corriente eléctrica inducida en un cable por un campo magnético al extinguirse.

## Algunas publicaciones
- 1837 y 1849 editor del Periódico Repertorium der Physik
- Meteorologische Untersuchungen. Berlín 1837
- Über die nichtperiodischen Änderungen der Temperaturverteilung auf der Oberfläche der Erde. 6 Teile. Berlín 1840–59
- Über den Zusammenhang der Wärmeveränderungen der Atmosphäre mit der Entwicklung der Pflanzen. Berlín 1846
- Temperaturtafeln. Berlín 1848
- Verbreitung der Wärme auf der Oberfläche der Erde: erläutert durch Isothermen, thermische Isanomalen und Temperaturkurven. Berlín 1852
- Die Monats- und Jahresisothermen in der Polarprojektion. Berlín 1864
- Darstellung der Wärmeerscheinungen durch fünftägige Mittel. 3 partes. Berlín 1856–70
- Die Witterungserscheinungen des nördlichen Deutschlands: 1850-1863. Berlín 1864
- Das Gesetz der Stürme. Berlín 1857
- Die Stürme der gemäßigten Zone. Berlín 1863
- Klimatologische Beiträge. 2 Tle. Berlín 1857–69
- Klimatologie von Norddeutschland. 2 Tle. Berlín 1868–71
- Eiszeit, Föhn und Sirocco. Berlín 1867
- Der schweizerische Föhn. Berlín 1868
- Über Maß und Messen. Berlín 1835
- Untersuchungen im Gebiete der Induktionselectricität. Berlín 1843
- Über Wirkungen aus der Ferne. Berlín 1845
- Über Electricität. Berlín 1848
- Darstellung der Farbenlehre. Berlín 1853
- Optische Studien. Berlín 1859
- Anwendung des Stereoskops, um falsches von echtem Papiergeld zu unterscheiden. Berlín 1859
- Der Kreislauf des Wassers auf der Oberfläche der Erde. Berlín 1866
- Gedächtnisrede auf Alexander von Humboldt. Berlín 1869.

## Galardones y membresías
- Miembro de la Academia Prusiana de Ciencias, 1837
- Miembro de la Royal Society de Londres, 1850
- Premiado con la medalla Copley, 1853
- El cráter lunar Dove fue bautizado en su honor.